# Carl-Schurz-Colleg

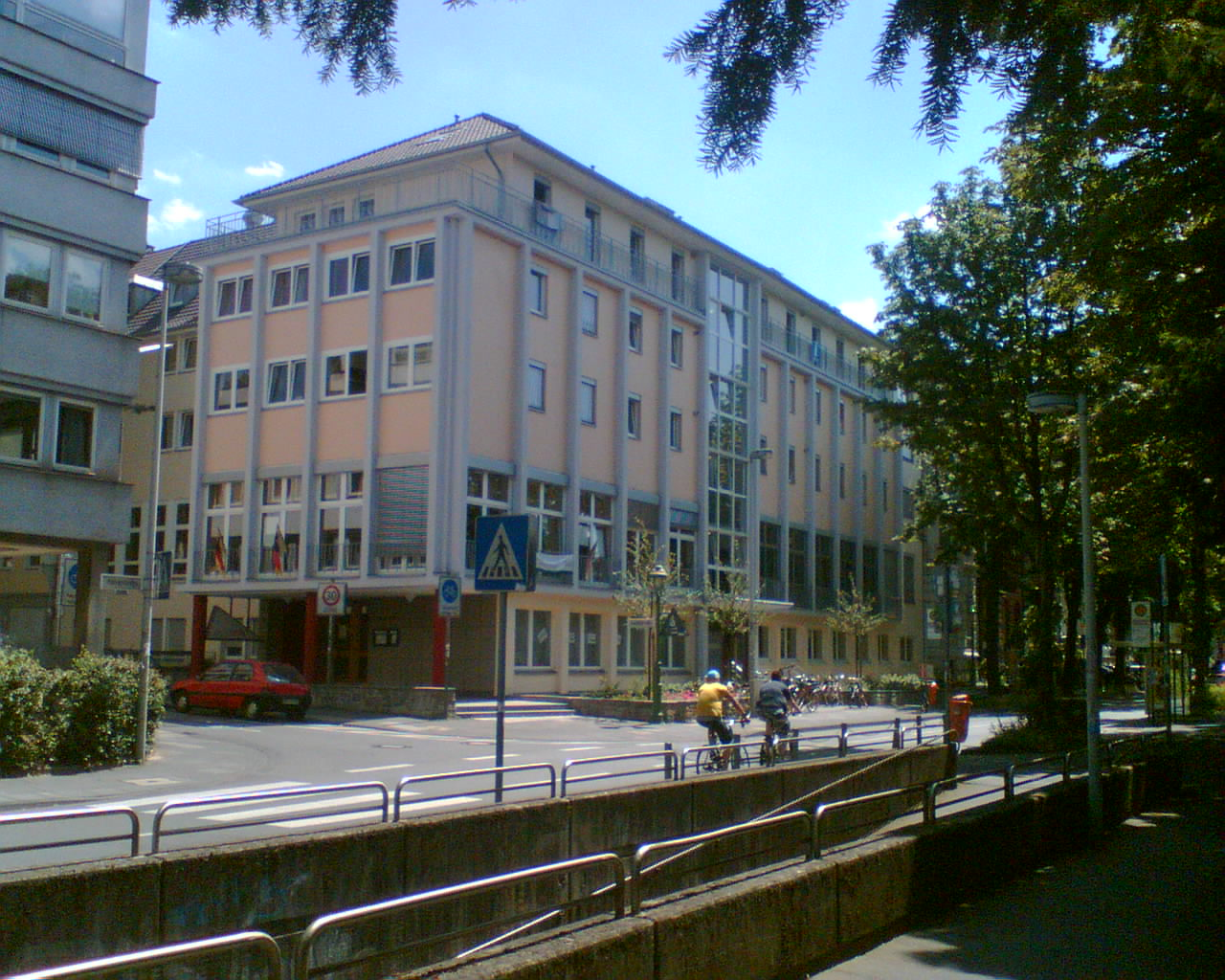
Das Carl-Schurz-Colleg in hellen Farben nach der Sanierung, 2006

Das Carl-Schurz-Colleg (CSC) – auch als Carl-Schurz-Haus bezeichnet, seltener als Carl-Schurz-Kolleg oder Carl-Schurz-Heim – war 1954 das zweite vom Studentenwerk Bonn errichtete Wohnheim und gleichzeitig der an der Universität Bonn stärkste Versuch, das Nachkriegs-Ideal eines Kollegienhauses in die Realität umzusetzen. Durch eine hohe zweckgebundene US-amerikanische Spende gefördert und daher nach dem Deutsch-Amerikaner Carl Schurz benannt, verfügte es über den höchsten Anteil an Gemeinschaftsräumen aller je in Bonn gebauten Studentenwohnheime. Diese Räume wurden anfangs vor allem für fächerübergreifende Arbeitsgemeinschaften des Hauses und für Studium-Universale-Angebote der Universität genutzt. Nach etwas über einem Jahrzehnt als Colleg im eigentlichen Sinne wurde dieser ganzheitliche Ansatz einer engen Gemeinschaft von Lehrenden und Lernenden unter einem Dach jedoch aufgegeben und das Haus in ein gewöhnliches Wohnheim umgewandelt. Die in eine der drei Wohnetagen integrierte Professorenwohnung wurde in mehrere Studentenzimmer aufgeteilt, als Bewohner wurden fortan auch Frauen zugelassen, und die Gemeinschaftsräume wurden abgetrennt und für andere international-studentische Zwecke genutzt wie z. B. Deutschkurse für ausländische Studierende oder für die Büros des Deutschen Akademischen Austauschdienstes (DAAD). In dieser Form bestand das Haus noch bis 2020, im Herbst 2021 wurde es abgerissen, da es einem Neubau weichen soll.

## Ausgangslage

### Wohnsituation Anfang der 1950er-Jahre

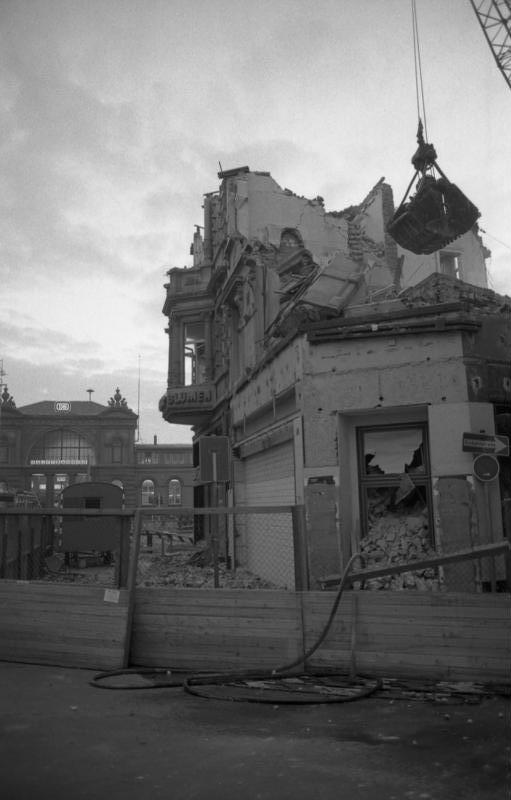
Abriss eines Altbaus nahe dem Bonner Hauptbahnhof

Unmittelbar nach dem Zweiten Weltkrieg war die Wohnungssituation in Bonn sehr angespannt. Durch die Zerstörungen des Bombenkriegs waren 40 % der Wohnungen in Bonn total zerstört, im universitätsnahen Bereich der Innenstadt sogar 95 %. Von den unbeschädigten Wohnungen wurden viele durch die Militärregierung beschlagnahmt. Im Vergleich zu anderen Städten ähnlicher Größe war Bonn zwar insgesamt weniger von Zerstörungen betroffen, dadurch jedoch wurde der Stadt ein großes Kontingent Flüchtlinge aus den Ostgebieten sowie ausgebombte Familien aus dem Westen zur Unterbringung zugewiesen. Nachdem die Einwohnerzahl Bonns in den letzten Kriegsmonaten auf unter 50.000 gesunken war, hatte sie im August 1946 wieder den Vorkriegsstand von rund 100.000 erreicht. 1945/46 wurden mehrere vormalige Verbindungshäuser (Rhenania, Arminia, Bavaria) als allgemeiner studentischer Wohnraum freigegeben, auch wurden zwei (mit Zentralheizung ausgestattete) Kriegsbunker im Stadtgebiet geräumt und den Studenten zur Verfügung gestellt, welche sie noch etliche Jahre weiternutzten.
Nachdem Bonn am 29. November 1949 zur Bundeshauptstadt gewählt worden war und dadurch ein Zuzug von Bundeseinrichtungen samt Parlamentariern, Beamten, Angestellten, Lobbyisten und zugehörigen Familien einsetzte, musste der Wohnungsmarkt einen weiteren Anstieg um etwa 20.000 Personen innerhalb von nur 4 Jahren bis auf über 130.000 Einwohner Ende 1953 verkraften.

„Der Rektor appellierte angesichts der hohen Mietpreise 1952 an die Bonner, ‚unseren Studierenden die in 150 Jahren bewährte Hilfsbereitschaft auch weiter zu zeigen.‘ Offensichtlich ohne großen Erfolg, denn die Wohnungsbesitzer vermieteten lieber an die zahlungskräftige Kundschaft der Bundesbediensteten. Der AStA wandte sich 1956 hilferufend an den Rektor, dieser veröffentlichte daraufhin einen ‚Alarmruf in der Tagespresse‘.“

Die Universität Bonn war im Sommersemester 1950 mit einer Gesamtzahl von rund 7.000 Studenten die zweitgrößte Universität aller westdeutschen Hochschulen; vor ihr rangierte lediglich die Universität München mit rund 10.000 Studenten, drittgrößte Universität war Mainz mit rund 6.000 Studenten. Bonn galt damit bereits als Massenuniversität. Der Frauenanteil in Bonn betrug 22 %, von den männlichen Studenten gehörten (bundesweit) Anfang der 1950er-Jahre knapp 30 % einer Verbindung an, Anfang der 1930er-Jahre hatte dieser Anteil noch bei rund 60 % gelegen. Während viele Verbindungsstudenten die Möglichkeit hatten, günstig in ihrem Verbindungshaus zu wohnen, blieb den übrigen Studenten nur die Wahl zwischen Elternhaus oder Untermiete in einer „Bude“ (mit entsprechender sozialer Kontrolle durch die Zimmerwirtin) oder einer preiswerten Gemeinschaftsunterkunft wie dem Bunker. Selbstorganisierte Wohngemeinschaften spielten noch keine Rolle, sie waren bis Ende der 1960er-Jahre völlig unbekannt. Die Reparatur kriegsbeschädigter Wohnungen führte oft zu einer erheblichen Qualitätssteigerung und damit zu einem für Studenten unerschwinglichen Mietpreis.
Schon in den 1920er-Jahren hatte der Verein Studentenwohl, das spätere Studentenwerk, ein zentrales „Studentenhaus“ in der Nassestraße erbaut, welches neben einer Mensa, einer Druckerei, Lese- und Gesellschaftsräumen auch eine schlichte Gemeinschaftsunterkunft für wohnungslose Studenten anbot. Initiiert wurde der Bau vom damaligen Bonner Rektor Fritz Tillmann, zu dessen Ehren man vom Tillmanneum sprach. Es wurde jedoch im Krieg zerstört. Als erstes Nachkriegsheim wurde 1951 nach nur einjähriger Planungs- und Bauzeit das Newmanhaus mit Finanzhilfen des NRW-Kultusministeriums als Wohnheim der katholischen Hochschulgemeinde eingeweiht. Auch das Studentenwerk plante ab 1951 den Bau eigener Heime, und zwar nach den neuesten Konzepten.

### Bildungspolitische Ansätze

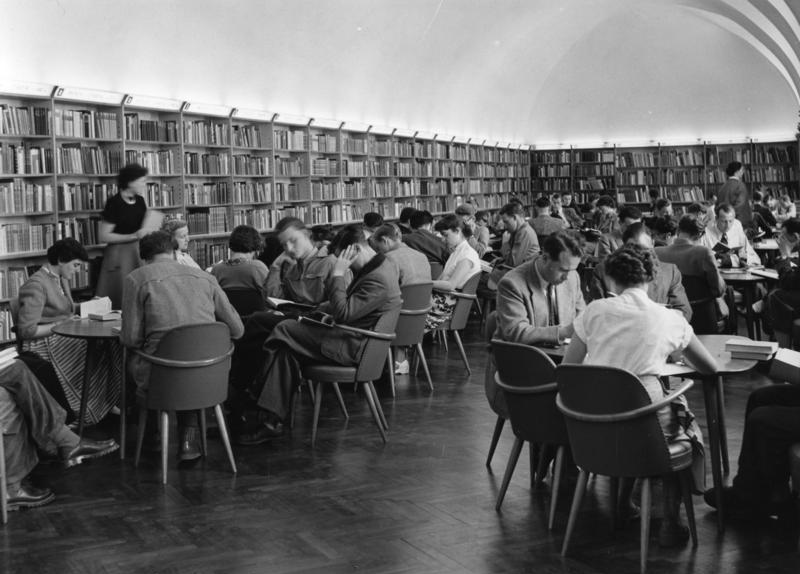
Studentenbibliothek Bonn (1954)

Im Zweiten Weltkrieg hatte die deutsche Wissenschaft und Forschung unter dem Diktat nationaler Gleichschaltung gezeigt, zu welchen Höchstleistungen sie fähig war (beispielsweise bei der Entwicklung von Raketen), aber auch, wie gewissenlos sie sich den Zielen eines Verbrecherregimes unterordnen konnte – und dabei zum Beispiel unter Verachtung jeglicher Menschlichkeit barbarische Experimente an Menschen durchführte, ohne sich auch nur ansatzweise um ethische Fragen zu kümmern. Neben der eigentlichen Entnazifizierung sahen die Siegermächte daher die dringende Notwendigkeit einer Reeducation.
In der unmittelbaren Nachkriegszeit entstand 1948 unter dem Einfluss der Westalliierten ein zentrales Dokument, das für viele Jahre ein wichtiger Referenzpunkt blieb: das Gutachten zur Hochschulreform, welches alsbald (aufgrund seiner Umschlagfarbe) als Blaues Gutachten bekannt wurde. Einer seiner drei Schwerpunkte lag auf der Bildung und Erziehung der Studenten. Einer umfassenden Bildung über die Grenzen des eigenen Faches hinaus maß das Blaue Gutachten nicht nur wissenschaftliche, sondern auch eine enorme gesellschaftliche Bedeutung zu.

„Vor Augen stand damals als Problem der Prototyp eines Wissenschaftlers, der den Nationalsozialisten seine Expertise treu angedient hatte. Nun sollte es aber nicht mehr nur um Wissenschafts-, sondern auch um Charakterbildung guter Staatsbürger gehen.“

So lagen dann zu Beginn der 1950er-Jahre bei der Diskussion um den Bau von Wohnheimen den pädagogisch-politischen Konzepten vier Aspekte zugrunde: „ein Interesse an der Verbreiterung der Allgemeinbildung, an der Fundierung einer staatsbürgerlichen Bildung, an der Einübung in demokratisches Handeln und an der Formung neuen Gemeinschaftslebens“. Mit Blick auf die britische und US-amerikanische Tradition der Colleges begann man im westlichen Nachkriegsdeutschland mit der Errichtung von Kollegienhäusern, in denen Professoren und Studenten nicht nur gemeinsam wohnen, sondern sich auch gemeinsam akademischer Bildung widmen sollten. Zu den ersten Versuchen dieser Art gehörten 1945 das Collegium Academicum an der Universität Heidelberg und 1949 das Collegium Gentium an der Universität Marburg. Auch der Verband Deutscher Studentenschaften (VDS) als Vertretung der primär Betroffenen stand bis Ende der 1950er-Jahre der Form eines sogenannten „Wohnheims mit Konzeption“ (also begleitenden Allgemeinbildungsprogramms) offen gegenüber und lehnte noch auf dem 5. Deutschen Studententag in Karlsruhe 1958 die lediglich aufs reine Wohnen ausgerichteten Heime vom Typ eines „Studentenhotels“ als zu anonym ab – erst Anfang der 1960er-Jahre kippte im VDS die Stimmung hin zum „Studentenhotel“ und der damit einhergehenden völligen individuellen Freiheit, aber auch Loslösung aus Gemeinschaften.

### Die Rolle des amerikanischen Hochkommissars
Eine entscheidende Rolle für die Gründung des Carl-Schurz-Collegs spielte der amerikanische Hohe Kommissar John Jay McCloy kurz vor Ende seiner Amtszeit 1952. Während des Ersten Weltkriegs nahm er als 23-Jähriger kurz vor dem Waffenstillstand 1918 an Gefechten nahe dem 60 km südlich von Bonn gelegenen Koblenz teil. Über die anschließende Besatzungszeit sagte er später: „Viele von uns, die während des Ersten Weltkriegs an der Besetzung Deutschlands beteiligt waren (...), hatten erfahren, wie bitter diese Besetzung war.“ 1930 heiratete er die Deutsch-Amerikanerin Ellen Zinsser. Deren Cousine Auguste Zinsser hatte 1919 den damaligen Kölner Oberbürgermeister Konrad Adenauer geheiratet, so dass sie mit den Verhältnissen in Deutschland bestens vertraut war. McCloy reiste in den 1930er-Jahren öfters beruflich nach Deutschland und erhielt dabei Kontakt zu Größen des NS-Regimes. Während des Zweiten Weltkriegs arbeitete er im US-Kriegsministerium. Wenige Wochen vor Kriegsende kam er nach Deutschland und reiste zu einigen von der US-Armee eroberten Gebieten – unter anderem durch Köln, Bonn und zur Festung Koblenz-Ehrenbreitstein.

„Ich blicke über den Festungswall nach Koblenz hinunter, welch ein trauriger Anblick. Die Stadt ist ein einziges Trümmerfeld, am Deutschen Eck wurde der alte Kaiser Wilhelm von seinem Sockel gestürzt. Natürlich kommen mir viele Erinnerungen. Joseph T. Dickmans altes Hauptquartier steht noch, auch der Koblenzer Hof und das Schloß, alles ist aber schwer mitgenommen, und einige Teile der Stadt sind wie ausgelöscht. (...) Das wunderschöne Rheintal von einst, blühend, voller Schaffensfreude und allem Anschein nach zufrieden (dazu hatte es weiß Gott allen Grund) – jetzt gleicht es weit und breit einer Wüste. Seine Industrie zum größten Teil zerstört, seine Städte vernichtet, und unsere Fahne weht wieder über Ehrenbreitstein.“

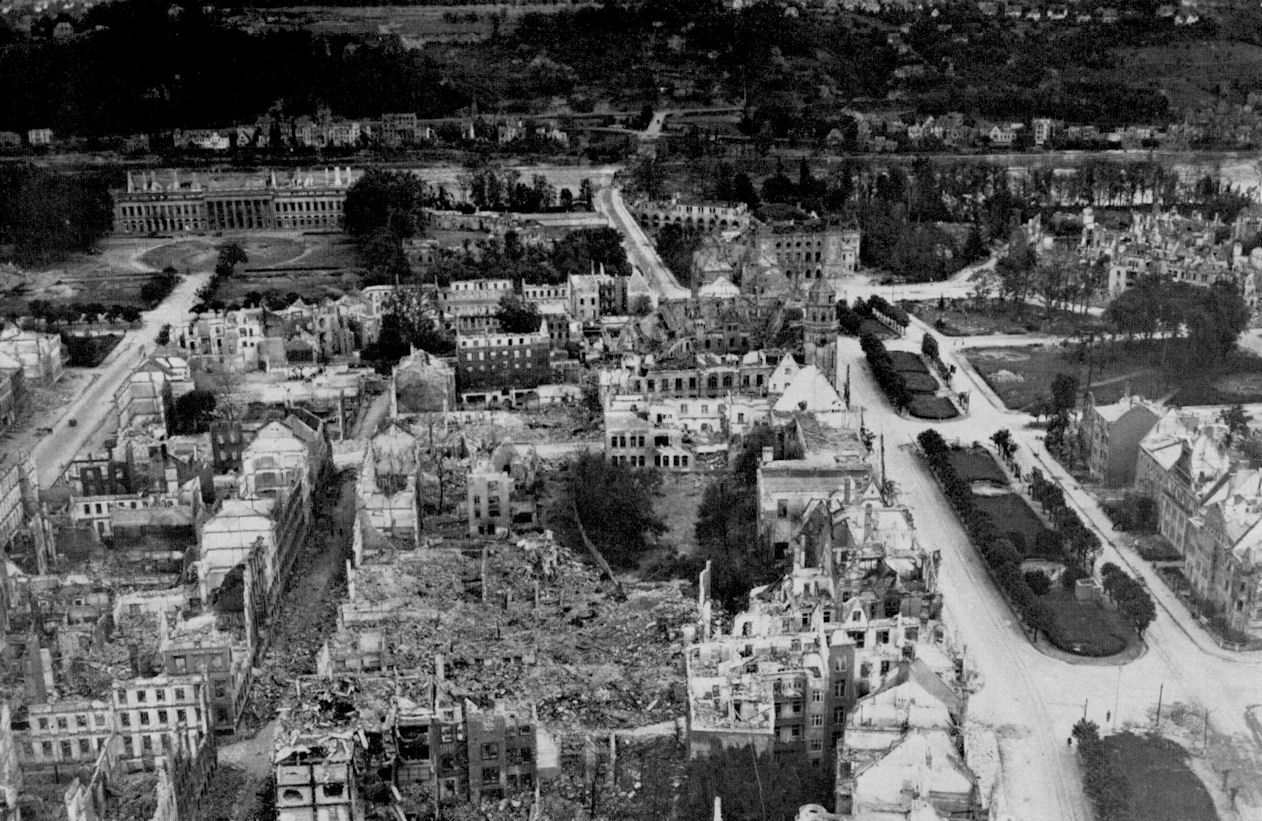
Das zerstörte Koblenz (1945), links oben das ausgebrannte Schloss, rechts der Friedrich-Ebert-Ring

Nachdem McCloy von 1947 bis 1949 bei der Weltbank arbeitete, die eine wichtige Rolle beim Wiederaufbau Europas einnahm, wurde er am 2. September 1949 amerikanischer Hochkommissar in Deutschland. Dieses Amt stellt eine Übergangsstufe von der reinen Militärregierung hin zu diplomatischen Beziehungen über Botschafter dar, welche es noch nicht geben konnte, da (West-)Deutschland bis zum Inkrafttreten des Deutschlandvertrags 1955 unter Besatzungsstatut stand. Direkter Vorgänger von McCloy war US-Militärgouverneur General Clay. McCloy residierte die meiste Zeit in Bad Godesberg, damals noch eine selbständige Stadt unmittelbar südlich von Bonn. Zwei Wochen nach McCloys Amtsantritt wählte der 1. Deutsche Bundestag in Bonn Konrad Adenauer zum ersten Bundeskanzler der Bundesrepublik Deutschland (BRD).
McCloy legte Wert darauf, die BRD als einen starken Partner in die westliche Staatengemeinschaft einzugliedern. Besonderes Augenmerk legte er unter anderem auf Demokratisierungs- und Erziehungsprozesse. In diesem Zusammenhang spendete er 200 000 DM als einen wesentlichen Zuschuss zur Errichtung des ersten Wohnheims des Bonner Studentenwerks, des Tillmannhauses, welches am 8. Mai 1952 feierlich eröffnet wurde. Über das Konzept des Tillmannhauses sagte Rektor Ernst Friesenhahn am 10. November 1951: „Das hier in diesem Hause entstehende Heim soll weder ein reines Studentenhotel, noch ein ausgesprochenes College sein. Das Studentenwerk will die Dinge sich organisch aus diesem ganzen Haus und seiner Arbeit heraus entwickeln lassen.“
Knapp zwei Monate nach Eröffnung des Tillmannhauses bewilligte McCloy am 2. Juli 1952 eine mehr als doppelt so hohe Spende zum Bau eines weiteren „Studentenzentrums“, das aber ausdrücklich nicht nur dem Wohnen, sondern auch „integrierten Programmen der Allgemeinbildung“ dienen sollte – vom Studentenwerks-Vorsitzenden Herbert Elbel übersetzt mit „Möglichkeiten erweiterter akademischer Erziehung“. Im englischen Original lautete die Zweckbestimmung: „This Grant-in-Aid is made for the purpose of assisting the Rheinische Friedrich-Wilhelms-Universität, Bonn, its Rector and Senate, in establishing a Student Center to provide students of the university with better facilities for enriched student life and for integrated programms of general education, as well as more adequate residential halls.“ Einen Monat später, am 1. August 1952, endete McCloys Amtszeit als Hochkommissar in Deutschland.

## Finanzierung und Bau

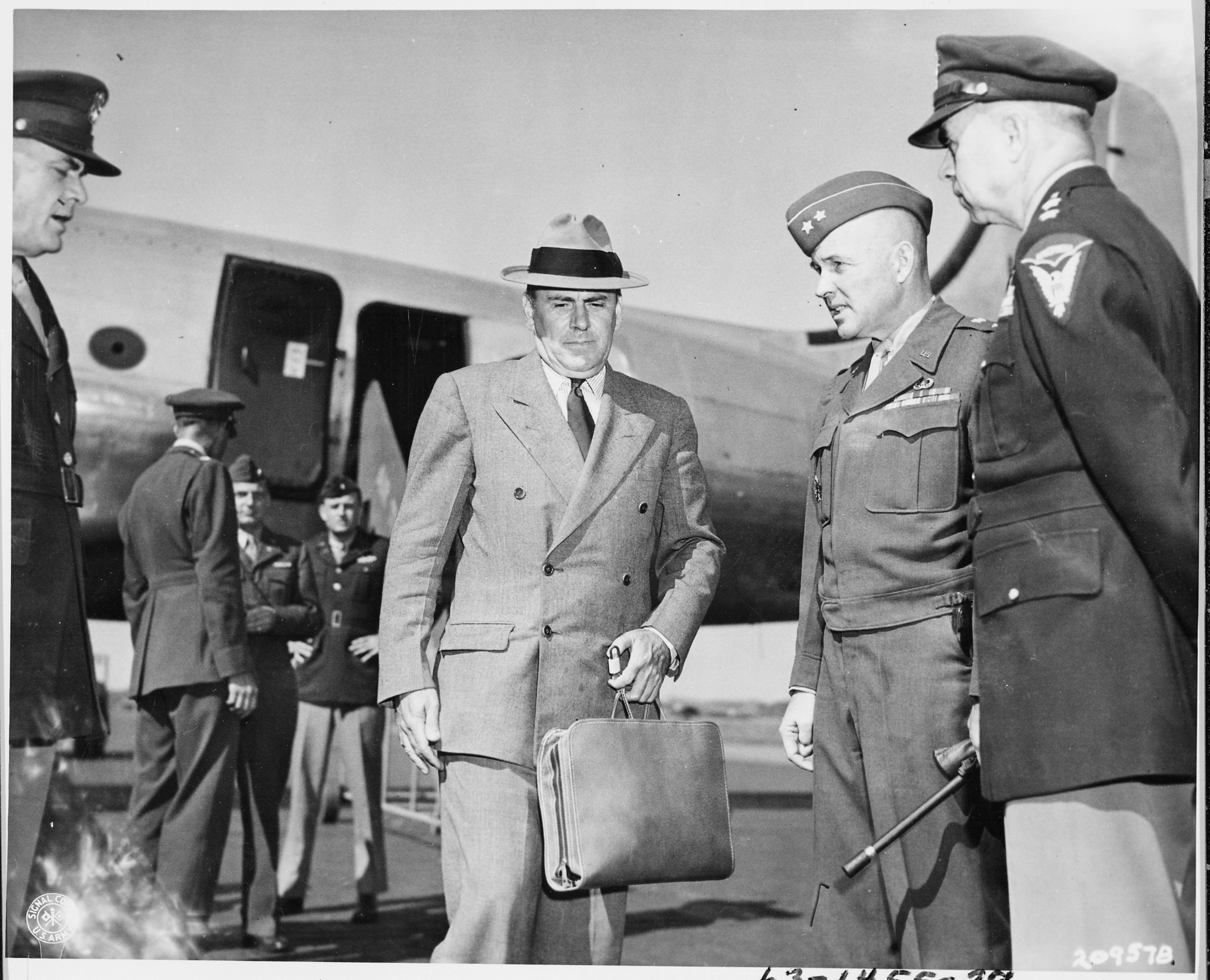
McCloy (Mitte mit Hut und Tasche) in Berlin (1945)

Die Baukosten des Carl-Schurz-Collegs betrugen etwa 1,2 Millionen DM, von denen die McCloy-Spende 41 % deckte. Noch 1952 erwarb das Studentenwerk in unmittelbarer Nähe seines gerade wiederaufgebauten Studentenhauses (Mensa, Verwaltung etc.) ein unbebautes Privatgrundstück, auf dem sich lediglich ein betonierter Feuerlöschteich aus der Kriegszeit befand. Dieses Grundstück lag an der Ecke Kaiser-/Nassestraße und damit unmittelbar am Bahnübergang Königstraße der stark frequentierten Linken Rheinstrecke der Bundesbahn. Auch die Kaiserstraße selbst war stark befahren, zusätzlich zum Kraftfahrzeugverkehr durch die wichtige Nord-Süd-Straßenbahnlinie nach Bad Godesberg / Mehlem (die bis zum U-Bahn-Bau 1975 dort verlief). Jedoch befand sich das Grundstück in für Studenten günstiger und zentraler Lage, unmittelbar neben der Mensa Nassestraße, später auch dem (1967 eingeweihten) Juridicum und nur gut 500 m vom Uni-Hauptgebäude entfernt.

„Eine freudige Überraschung wurde der Alma Mater dadurch zuteil, daß ihr im Juli dieses Jahres durch Mr. McCloy eine Spende von einer halben Million zukam mit der Bestimmung, ein Kollegienhaus zu errichten, wie es an einigen deutschen Universitäten bereits existiert. Die Idee der angelsächsischen Dormitories gewinnt damit auch an unserer Hochschule konkrete Gestalt, eine Idee, die in Deutschland ja schon in den zwanziger Jahren erörtert wurde. (...) Das neue Kollegienhaus aber, das aus amerikanischen Mitteln und aus Zusatzmitteln des Landes Ecke Nasse- und Kaiserstraße erstehen wird, soll eine Art Modell abgeben für eine Wohn- und Lebensgemeinschaft unter den Studenten. Es soll zugleich ein Mittelpunkt für das Studium Universale werden, in dem sich Lehrer und Studierende, auswärtige und inländische Gäste zu geistigem Austausch und zu Gesprächen zusammenfinden, in dem auch wohl Zusammenkünfte am Wochenende den Weg zu geistiger Sammlung und unmittelbarer Verständigung zwischen Lehrenden und Lernenden eröffnet.“

Anfang 1953 wurden die Bauaufträge vergeben, der erste Bauabschnitt war um die Jahreswende 1953/54 fertig, und zum Sommersemester 1954 konnten die ersten Studenten das Heim beziehen, nachdem die Bewohner Anfang Februar 1954 durch Auswahlausschüsse ausgesucht worden waren. Wenig später war auch die sogenannte Club-Etage zur Benutzung bereit. Die offizielle Einweihung erfolgte am 24. Juli 1954. Das 70 Plätze bietende Heim war anfangs im Gegensatz zum Tillmannhaus in Etagenwohngemeinschaften aufgegliedert und enthielt auch Räume, die im Rahmen des Studium Universale sämtlichen Studenten zur Verfügung standen. In einem Ende 1954 erschienenen Bericht erläuterte Rektor Paul Martini die repräsentativen Gemeinschaftsräume: „Eine großzügig angelegte Etage besteht aus sieben größeren Einzelräumen, die der Senatskommission für das Studium Universale zur Verfügung gestellt worden sind. Hier soll eine Pflegestätte des Studiums Universale sein. (...) [Im CSC] wohnen deutsche und ausländische Studenten zusammen unter der Heimleitung eines Professors. Sie kommen regelmäßig in Arbeitskreisen und Diskussionsgruppen zusammen.“ Einige der Zimmer im CSC waren Doppelzimmer, die grundsätzlich an je einen deutschen und einen ausländischen Studenten vergeben wurden, um letzteren das Studium in Deutschland zu erleichtern.

## Entwicklung als Colleg

### Heimleiter und Tutoren

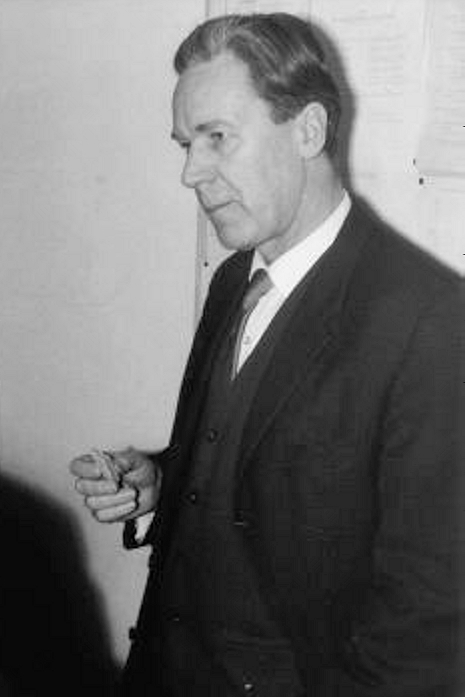
Der erste Heimleiter Paul Lorenzen, Mathematiker und Professor für Philosophie (1967)

Als erster Heimleiter konnte der seit 1952 in Bonn lehrende Paul Lorenzen gewonnen werden. Als Philosoph, Wissenschaftstheoretiker, Mathematiker und Logiker war er für die in hohem Maße interdisziplinäre Aufgabe der Colleg-Leitung in besonderem Maße prädestiniert. Allerdings erhielt er nach zwei Jahren im CSC einen Ruf an die Universität seiner Geburtsstadt Kiel, dem er folgte. Sein Nachfolger wurde der Historiker Helmut Beumann, der bis 1964 das CSC leitete. Aus dessen Tätigkeit sind umfangreiche Aufzeichnungen erhalten geblieben. Die Leitung des Heimes erfolgte jedoch nicht rein „Top-down“, denn ein „wichtiger Aspekt der Gemeinschaftsförderung war die Selbstverwaltung der Häuser. In den Wohnheimen des Studentenwerks wohnte ein Professor als Heimleiter mit im Haus, die Studenten wählten einen Senior und einen Consenior, die mit dem Heimleiter das Hauspräsidium bildeten.“ Zusätzlich wurde 1955 durch den Bund das sogenannte Tutorenprogramm ins Leben gerufen und mit Finanzmitteln ausgestattet (ab 1962 allein durch die Länder).

„Vor allem aber geht es darum, im Kreise von Angehörigen verschiedener Fakultäten Grundfragen wissenschaftlicher Erkenntnisse, des Studiums, des Staates und der Gesellschaft gemeinsam zu erarbeiten, für die in der Regel im Fachstudium kein Platz ist. Zur Leitung solcher ständigen Arbeitskreise stehen ‚Tutoren‘ zur Verfügung, junge Doktoren, Assistenten und selbst Dozenten, die sich neben ihrer beruflichen Tätigkeit dank einer bescheidenen Vergütung aus Mitteln des Bundes und der Länder, dieser auch für ihre pädagogische Erfahrung fruchtbaren Aufgabe zur Verfügung stellen.“

Im CSC lebten und wirkten folgende Heimleiter:
- 1954–1956: Paul Lorenzen (1915–1994), Philosoph, Wissenschaftstheoretiker, Mathematiker und Logiker, seit 1952 Professor in Bonn, folgte 1956 einem Ruf nach Kiel.
- 1957–1964: Helmut Beumann (1912–1995), Historiker, seit 1956 Professor in Bonn, folgte zum Sommersemester 1964 einem Ruf nach Marburg.
- 1964(?)–1967: Wolfgang Zorn (1922–2004), Wirtschaftshistoriker, seit 1962 Professor in Bonn, folgte zum Wintersemester 1967/68 einem Ruf nach München.

Als Nachfolger Zorns wurde Anfang 1969 Herbert Schriefers (1924–2012, Mediziner und Biochemiker) vorgeschlagen, der jedoch 1969 einem Ruf nach Ulm folgte.

### Bildungsprogramm und Mentoren

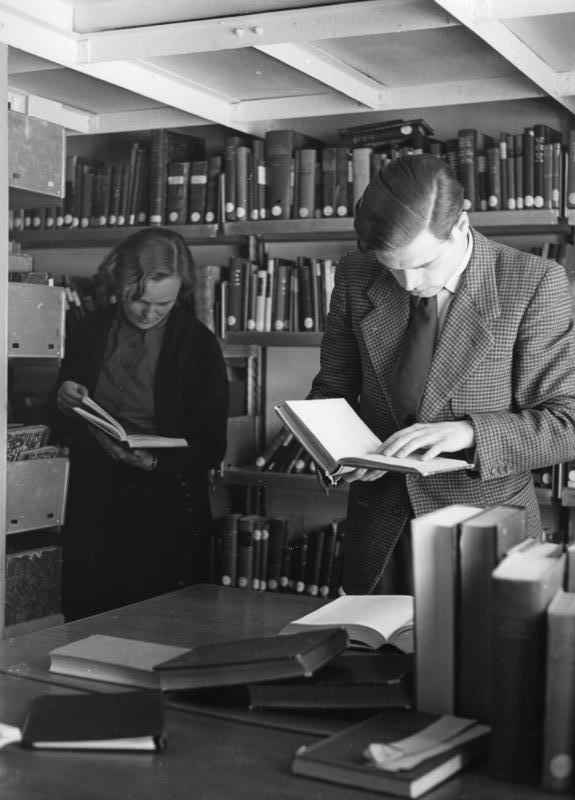
Arbeiten im Bonner Philosophischen Seminar (1954)

Das Bildungsprogramm des Carl-Schurz-Collegs bestand aus Vorträgen, Arbeitsgemeinschaften, Hobbygruppen und Exkursionen. Vom Bestehen des CSC an fanden bis mindestens 1967 während der Vorlesungszeiten alle zwei Wochen Vortragsabende zu einem Semesterthema statt, welches von den Hausbewohnern gewählt wurde. Die Teilnahme war nicht verpflichtend, sondern nur „erwünscht“, wobei im Falle einer Verhinderung wiederum eine Entschuldigung erwünscht war. Für den Zeitraum 1960 bis 1963 hat eine Untersuchung von 1967 ermittelt, dass je nach Vortrag 63 bis 75 % der Heimbewohner teilgenommen haben. Ein solcher Vortragsabend begann typischerweise mit einem gemeinsamen Essen mit dem Referenten, welches vom unmittelbar benachbarten Studentenwerk geliefert und sehr preiswert angeboten wurde. Nach dem Vortrag folgte eine Diskussion, anschließend zumeist eine Hausversammlung zur Regelung interner Angelegenheiten. Die Semesterthemen lauteten beispielsweise
- „Die Stellung des Intellektuellen zu Staat und Gesellschaft“,
- „Justiz und Politik“,
- „Das Dogma der Neuerung in der modernen Kunst“.

Die Referenten waren überwiegend Professoren, doch auch andere Persönlichkeiten wie z. B. 1962 der CDU-Politiker und ehemalige Generalbundesanwalt Max Güde oder der damalige SPD-Bundestagsabgeordnete und spätere Justizminister Gerhard Jahn. Zumindest in den ersten Jahren des CSC war auch der Rektor der Universität in aller Regel Gast bei den Abendveranstaltungen. Da es naturgemäß schwierig war, Vorträge auf einem Niveau anzubieten, das sowohl für Fachangehörige wie auch Fachfremde interessant und verständlich ist, wurden im CSC zeitweise eigene Vorbereitungs-AGs durchgeführt für Studenten, die einem anspruchsvollen fachfremden Vortrag beiwohnen wollten.
Die Wohnzeit betrug in den 1960er-Jahren grundsätzlich 4 Semester; engagierte Bewohner konnten jedoch bis zu 2 Semester Verlängerung erhalten. Der Politikwissenschaftler Hans-Helmuth Knütter, der selbst  fünf Jahre Tutor war, davon drei im CSC, sieht darin eine zusätzliche Motivation für die Bewohner, die Vorträge zu besuchen und sich möglichst intensiv an den folgenden Diskussionen zu beteiligen.
Neben den Vorträgen gab es eine Reihe von Arbeitsgemeinschaften (AGs). Da der Heimtutor eine AG nur aus seinem eigenen Fachbereich leiten konnte, führte der CSC-Heimleiter ein sogenanntes Mentorensystem ein: Jedes Semester wurden vier bis fünf zumeist ältere Studenten oder Doktoranden ausgewählt, die jeweils eine AG aus ihrem Fachgebiet leiten sollten. Da keine zusätzlichen Finanzmittel verfügbar waren, erhielten sie im Gegensatz zum Tutor keine Vergütung, dafür jedoch pro AG-Semester ein Semester Wohnzeitverlängerung, was de facto angesichts der günstigen Heim-Miete eine erhebliche finanzielle Entlastung darstellte. Knütter schilderte dieses System 1967 als problematisch, da einerseits „die Mentorenstellen zur Sinekure für verdiente Hausbewohner“ degenerieren konnten und andererseits bisweilen auch junge unerfahrene Studenten nach AG-Leitungen trachteten, um schon früh als engagiert aufzufallen und dadurch ihr 5. und 6. Wohnsemester zu sichern. Für das akademische Jahr 1962/63 liegen Themen und Teilnehmerzahlen der AGs vor. Von den pro Semester 8 bis 10 AGs waren die Spitzenreiter:
- Sport (12 Teilnehmer)
- Musik (10 Teilnehmer)
- Philosophie: Kant, Kritik der reinen Vernunft (7–9 Teilnehmer)
- Zeitgeschichte: Deutsche Opposition gegen Hitler / Kriegsausbruch 1939 (7–8 Teilnehmer)
- Film: Herstellung eines Spielfilms (7 Teilnehmer)

Etwa die Hälfte der Hausbewohner hat an mindestens einer AG teilgenommen, viele Bewohner auch an mehreren. Über das Mentorenprogramm hinaus gab es im Rahmen der studentischen Selbstverwaltung noch einige weitere Ämter im CSC, die allerdings weder finanziell noch mit Wohnzeit entlohnt wurden, beispielsweise je einen Finanzreferenten, Kulturreferenten, Chronisten u. a.
Die dritte Säule des Bildungsprogramms schließlich waren Exkursionen, etwa zu den Schauspielhäusern Düsseldorf, Köln und Wuppertal, Betriebsbesichtigungen als Einführung in die „Welt der Arbeit“ (Kohlebergwerk Siersdorf bei Aachen, Bayer AG Leverkusen) sowie pro Semester eine längere Fahrt, die der kunsthistorischen oder politischen Bildung diente (rheinische Kaiserdome, Elsaß, Paris, Wien) und mit Hilfe des Landesjugendplanes und des Studium Universale der Universität Bonn finanziert wurden. An diesen Fahrten konnten jeweils circa 30 Hausbewohner teilnehmen.

### Soziale Aspekte

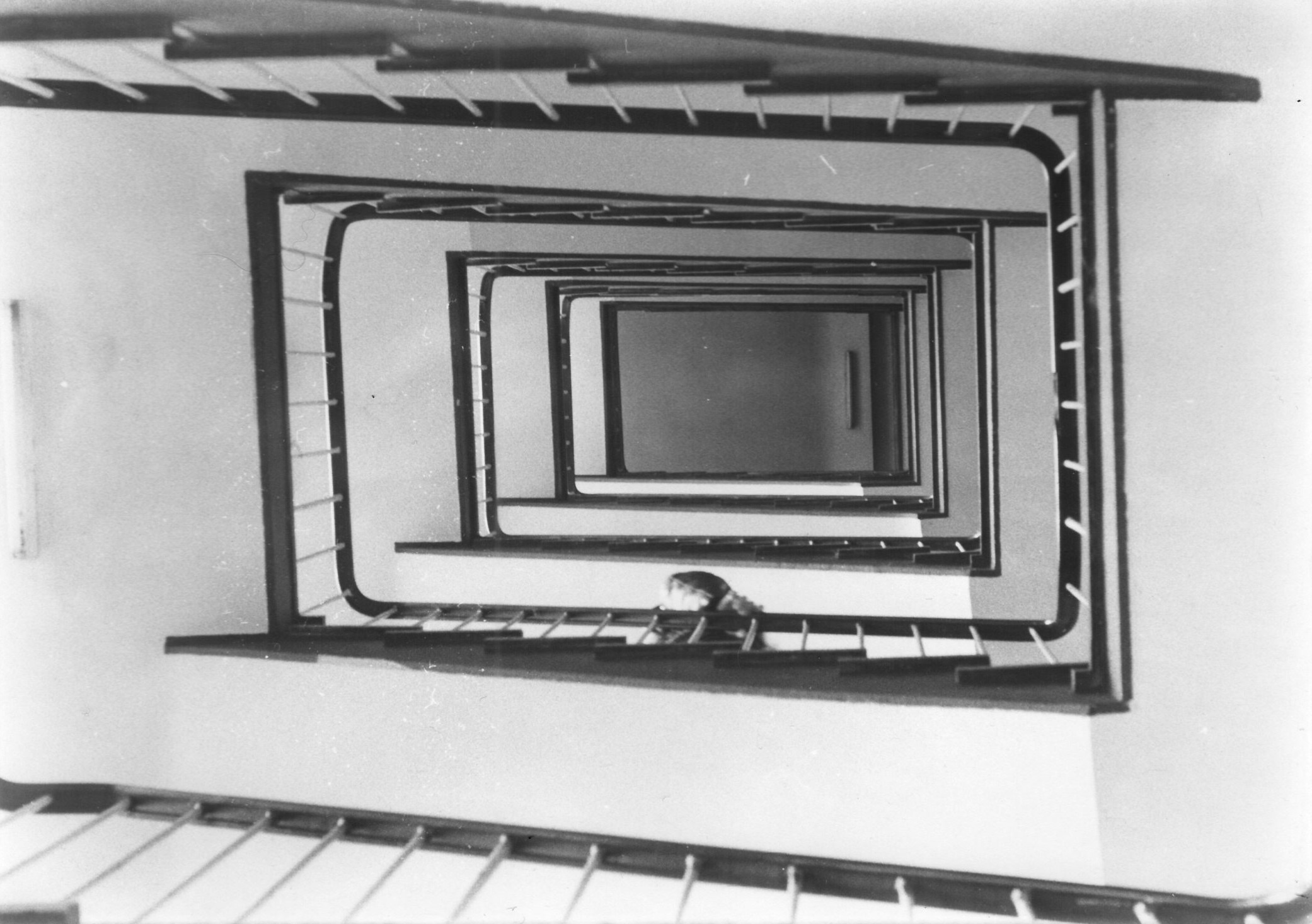
Als das CSC noch ein reines Männer-Heim war, wurden Bewohner, die sich nicht den tonangebenden Gruppen im Heim anschlossen, im Treppenhaus mit Wasser bespritzt

Im November 1965 betrug die Warmmiete im CSC für ein Einzelzimmer 70 DM, für einen Platz im Doppelzimmer 56 DM. Auf dem freien Bonner Wohnungsmarkt hingegen waren zu dieser Zeit für eine übliche studentische „Bude“ ca. 150 DM zu veranschlagen. Wer ins CSC einziehen wollte, musste sich einer Aufnahmeprüfung stellen. So forderte die CSC-interne Auswahlordnung von 1960 eine verantwortungsvolle Abschätzung, „ob sich der Bewerber in die Hausgemeinschaft einleben wird und diese vielleicht sogar selbst mittragen wird.“ Hierzu war zunächst ein Bewerbungsbogen einzureichen, so dass Bewerber, die nahe an Bonn wohnten oder kurz vorm Examen standen oder deutlich älter als durchschnittliche Studenten waren, von vornherein als wenig gemeinschaftsfördernd herausgefiltert wurden. Sodann folgte jeweils ein Vorstellungsgespräch beim Heimleiter, beim Tutor und beim studentischen Auswahlausschuss des CSC. Soziale Gesichtspunkte wie z. B. Krankheit oder Bedürftigkeit wurden explizit ausgeklammert, Wert gelegt wurde hingegen darauf, dass „das Verhältnis der Fakultäten und Fachrichtungen, denen die Collegiaten angehören, (...) dem Verhältnis aller immatrikulierten Studenten“ Bonns entsprechen sollte. Verbindungsstudenten durften nur einziehen, wenn noch kein weiterer Student ihrer Verbindung im CSC wohnte.
Die Hausordnung sah vor, dass Ruhe zu wahren sei. Gäste waren – wie in den 1950er/1960er-Jahren weithin üblich – im Hause nur tagsüber zwischen 10 und 23 Uhr gestattet. Die Hausordnung wurde 1967 allerdings „sehr liberal gehandhabt.“ Die Knütter’sche Untersuchung spiegelt in der Auswertung von Fragebögen ein hohes Ruhebedürfnis der Bewohner, zeigt aber auch, dass die Bewohner insbesondere des CSC’s sich lieber Ruhestörungen durch laut redende, feiernde oder musizierende Mitbewohner aussetzten, als gegen diese vorzugehen oder sich schlimmstenfalls beim Heimleiter zu beschweren, weil sie auf keinen Fall als „Spaßbremse“ oder gar „Denunzianten“ gelten wollten – insbesondere, wenn die Ruhestörer zu den „tragenden Säulen des Hauses“ gehörten.

„Gemeinschaftsbewußtsein, Einsatzbereitschaft, ein fast terroristischer Anspruch auf Mitmachen gehen oft Hand in Hand. Wer sich gegen diese beliebten Aktivisten stellt, die einen großen Freundeskreis im Hause haben, kann oft große Nachteile haben, die bis zur Verdrängung aus dem Hause gehen. Die Beteiligung an solchen Aktionen wie Zimmerausräumen, Türenaushängen, Wasserspritzen im Treppenhaus, die im Carl-Schurz-Colleg ‚Exzesse‘ genannt wurden, erhöhen das Prestige der Beteiligten und insbesondere der Anführer. Dort hielten es sogar Senioren für nötig, in ihrem abschließenden Bericht daraufhinzuweisen, daß eine Reihe von ‚Exzessen‘ im Semester stattgefunden habe, was als Beweis für ein lustiges Hausleben galt.“

Die Aufrechterhaltung der Disziplin sowie Verwaltungsangelegenheiten oblagen dem Tutor, der dadurch in „eine unglückliche Mittelstellung zwischen einem Kameraden und einem Vorgesetzten“ geriet, zumal er auf diese Aufgaben oftmals nicht vorbereitet war und dadurch in Konfliktsituationen unsicher handelte. Der akademische Heimleiter war im CSC lediglich für die Förderung des „geistigen Lebens“ zuständig sowie als Eskalationsinstanz bei grobem Fehlverhalten oder persönlichen Problemen einzelner Hausbewohner. Seine Anwesenheit im Hause wurde in der Untersuchung von der Mehrheit der Bewohner zwar als nützlich, jedoch nicht nötig angesehen. Ein wirklicher persönlicher Kontakt zwischen Heimleiter und Studenten war rar, da der Heimleiter – wie jeder andere Professor – zunächst eine ganze Reihe von Verpflichtungen an der Universität hatte. Viele der 70 Bewohner haben sich lediglich im Vorstellungsgespräch länger mit ihrem Heimleiter unterhalten.

### Weitere Nutzungen

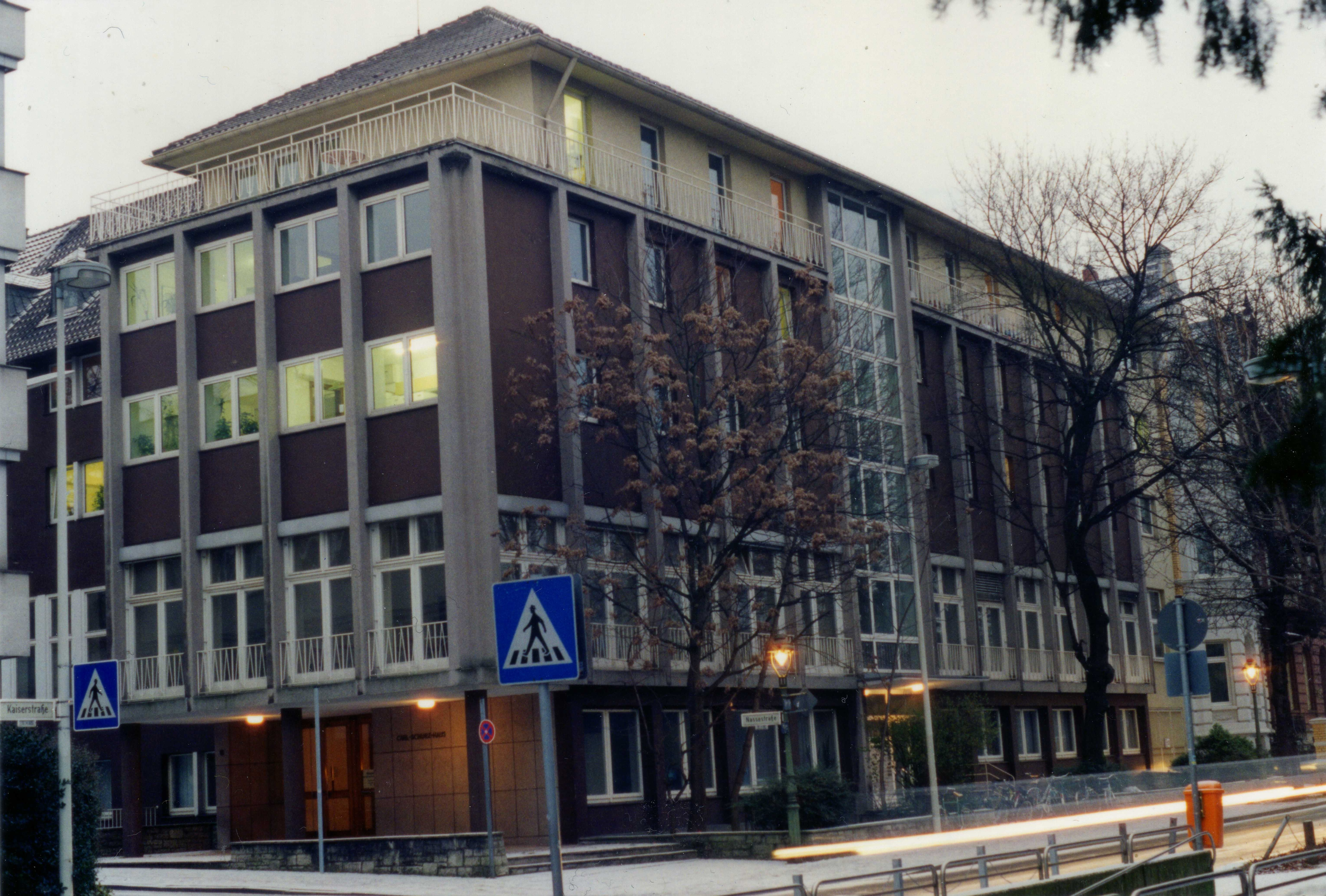
Carl-Schurz-Colleg 1995, 40 Jahre nach seiner Einweihung

Neben seiner eigentlichen Colleg-Funktion diente das Haus schon von Anfang an auch anderen – zumeist universitären – Zwecken. Im akademischen Jahr 1958/59 fungierte es als „neutrales Territorium“ für eine abendliche Aussprache zu Meinungsverschiedenheiten zwischen Rektor Johannes Steudel und dem Senat auf der einen Seite und dem AStA auf der anderen.
Zum 1. Januar 1959 wurde an der Universität Bonn das Seminar für Politische Wissenschaft gegründet, Direktor wurde Karl Dietrich Bracher. Zusammen mit seinem ersten Assistenten Hans-Helmuth Knütter leistete er die Aufbauarbeit, wobei die Seminarveranstaltungen infolge Raummangels während der Anfangszeit im Carl-Schurz-Haus abgehalten wurden. Auch das Auslandsamt der Universität griff auf die Räume im Carl-Schurz-Colleg zurück und hielt dort Deutschkurse für Ausländer, da im Hauptgebäude keine passenden Hörsäle verfügbar waren.
Weitere Nutzungen waren beispielsweise Kunstausstellungen 1967 und 1984 oder die 1996 erfolgte Einrichtung von Carl’s Bistro in der Clubetage als hochwertige Alternative zur benachbarten Mensa.

## Umwandlung in ein gewöhnliches Wohnheim

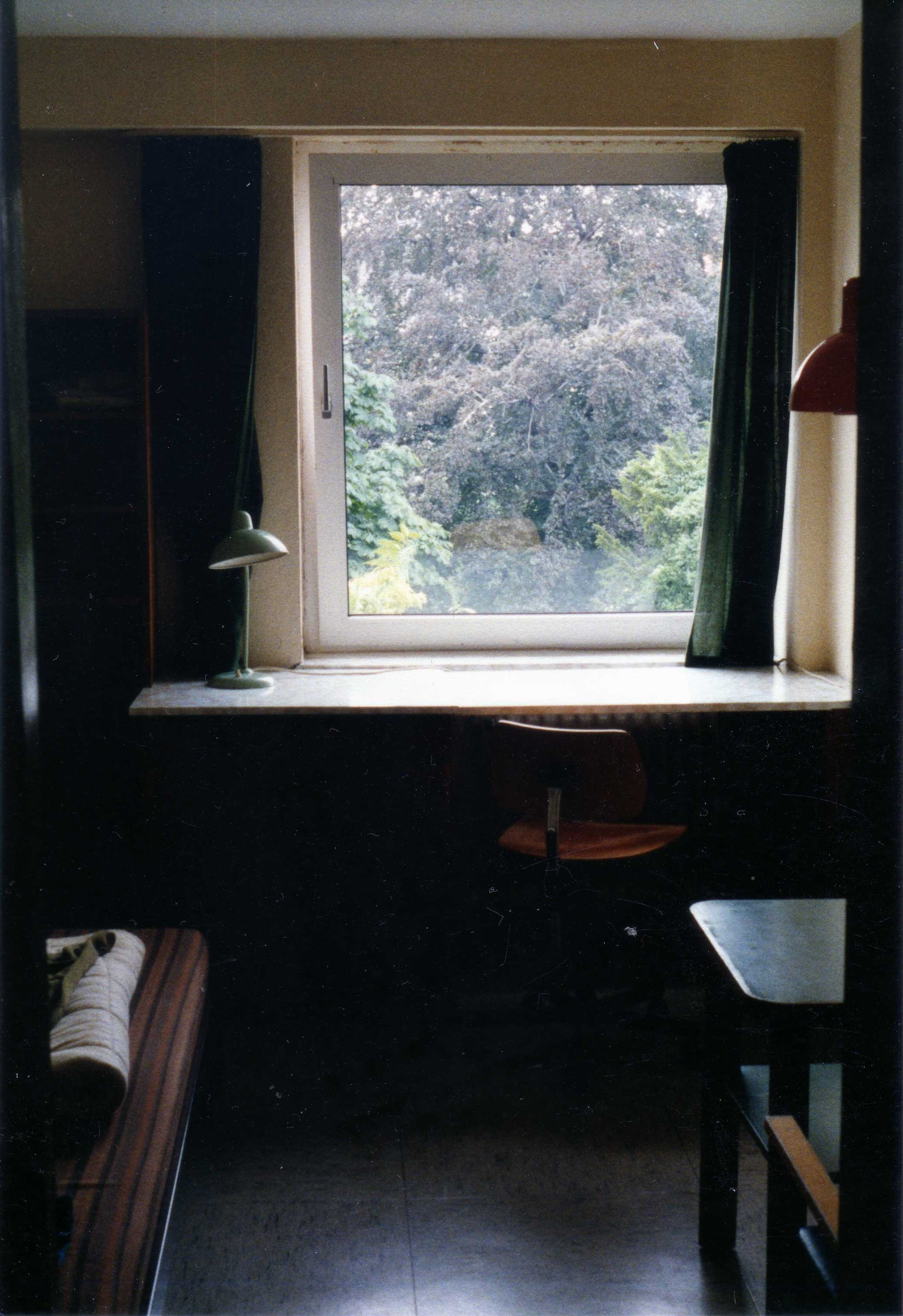
Eines der Zimmer im Carl-Schurz-Colleg, 1989

Während die Kollegienhausidee 1956 noch hoch im Kurs stand und sich das CSC als eines der 12 bundesdeutschen Projekte präsentierte, stellte Knütter knapp zehn Jahre später fest, dass Wohnheime mit einem „Bildungsauftrag“ zwar fest etabliert und das Tutorenprogramm zu einer Einrichtung geworden sei, die „sich mehr oder weniger bewährt“ habe, dass die Kollegienhauskonzeption in ihrer Reinform aber gescheitert sei. Gründe sieht er in den immer weiter steigenden Studentenzahlen und der zunehmenden Belastung sowohl der Lernenden wie der Lehrenden durch ihr immer anspruchsvoller werdendes eigentliches Fachstudium, das immer weniger Raum für ein Studium Universale oder ein gemeinschaftliches Leben im Sinne des Kollegienhausideals lasse. Mitten in dieser Zeit des Wandels suchte zumindest die erziehende Seite 1964 noch einen Kompromiss:

„Die Vertreter der Studenten, besonders der Verband deutscher Studentenschaften (VDS) haben immer wieder betont, daß sie nicht viel von Wohnheimen mit bestimmten Programmen, Arbeitsgemeinschaften und dergleichen halten. Die Studenten wollen nicht auch noch außerhalb der Universität erzogen und beeinflußt werden. Es wird für den Bau von ‚Studentenhotels‘ plädiert, in denen der Student völlig unabhängig und ohne jede Verpflichtung wohnen kann, in denen seine Intimsphäre, wie man so schön sagt, gewahrt bleibt. Auch diesem Standpunkt kann man Verständnis entgegenbringen. Ich meine, man sollte das eine tun und das andere nicht lassen. Es wird Studenten geben, die ein Wohnheim vorziehen, und es wird Studenten geben, die lieber in einem Studentenhotel wohnen. Auch für diese sollte meiner Meinung nach gesorgt werden.“

Mit bald einem halben Jahrhundert Abstand kam Konstantin von Freytag-Loringhoven, der sich ausführlich mit den Kollegienhaus-Versuchen der jungen Bundesrepublik befasst hat, 2011 ebenfalls zu dem Schluss, dass dieses Konzept gescheitert sei. Auch wenn seiner umfangreichen Untersuchung naturgemäß nicht nur Lob, sondern auch Kritik zuteilwurde, bleibt doch das grundsätzliche Statement unangefochten. In diesem Sinne schrieb auch Joachim Scholtyseck 2018 über das CSC: „Dieses ‚Kollegienhaus‘ entstand nach einem damals aktuellen Reformkonzept. In den Zeiten der Massenuniversität und der Anonymisierung sollte mit dieser Unterkunft der Gedanke der universitären Gemeinschaft hochgehalten werden. Das Haus sollte nicht allein Schlafgelegenheit bieten, sondern verfügte, ganz im Geiste des Studium universale über zahlreiche Gemeinschaftsräume für Zusammenkünfte, Vorträge und Diskussionsabende. Dem Konzept, so anregend es in der Theorie sein mochte, war kein durchschlagender Erfolg beschieden.“
Ende der 1960er-Jahre wurde es für Universität und Studentenwerk immer schwieriger, einen Professor zu finden, der bereit war, die zu Zeiten großer Wohnungsnot entstandene Heimleiterwohnung im CSC zu beziehen. Zusammen mit den gesellschaftlichen Umbrüchen im Zuge der 68er-Bewegung und der Studentenproteste kam es schließlich zur Aufgabe des Colleg-Konzepts. Das CSC wurde in ein gewöhnliches Wohnheim umgewandelt, die Professorenwohnung in sechs Einzelzimmer aufgeteilt und als Bewohner fortan auch Frauen zugelassen. Die Leitungsfunktion übernahm das Studentenwerk, das System der studentischen Selbstverwaltung mit Senior, Consenior, Tutor und Mentoren wurde indessen bis zum Schluss beibehalten.

## Sanierungsmaßnahmen und Abriss

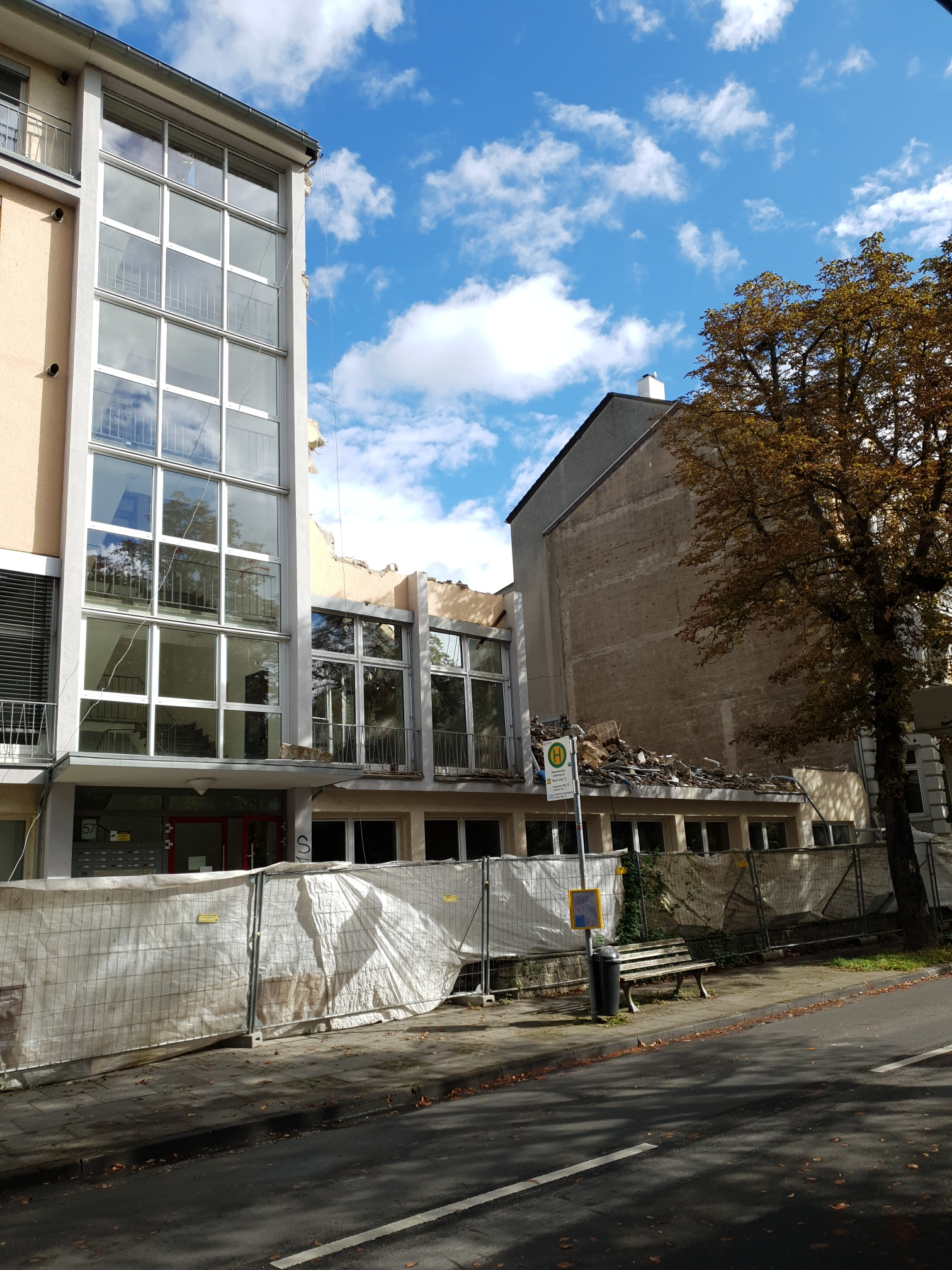
Abriss, Foto vom 29. September 2021

Bereits in den 1960er-Jahren wird das Carl-Schurz-Colleg von ehemaligen Bewohnern als spartanisch und „mönchisch einfach ausgestattet“ beschrieben. 2003–2005 erfolgte eine umfassende Sanierung des Wohnheims. Es blieb jedoch das Problem, dass die sehr massive Grundkonstruktion des Hauses schalltechnisch nicht mehr dem Stand der Technik entsprach, das Haus also innen sehr hellhörig und von außen dem direkten Verkehrslärm ausgesetzt war.
Da auch beim nahegelegenen Tillmannhaus und den Hauptgebäuden des Studentenwerks Bonn (2014 in Studierendenwerk Bonn umbenannt) mit Verwaltung und Mensa Nassestraße ein Sanierungsstau bestand, wurde nach Untersuchung verschiedener Varianten beschlossen, sämtliche der genannten Gebäude abzureißen und durch Neubauten zu ersetzen. Hierbei soll das (Carl-Schurz-) Wohnheim seinen Platz mit dem Verwaltungsbau tauschen, so dass das künftige Heim nicht mehr dem Bahn- und Straßenlärm ausgesetzt sein wird. 2020 wurde die Mensa in ein Zelt vorm Uni-Hauptgebäude verlegt, seitdem laufen die Abrissarbeiten innerhalb dieses Karrees. Das Carl-Schurz-Colleg selbst wurde im Frühjahr 2021 von einem Bauzaun umstellt und seitdem entkernt, sein Abriss begann am 22. September 2021 und war Mitte Oktober 2021 im Wesentlichen vollbracht. Es folgten Arbeiten zur Zerkleinerung der Trümmer und zu deren Abtransport. Für den endgültigen Abschluss der gesamten Abrissarbeiten im Karree wurde Ende Februar 2022 in Aussicht gestellt.